# Wspólnota administracyjna Feilitzsch
Wspólnota administracyjna Feilitzsch – wspólnota administracyjna (niem. Verwaltungsgemeinschaft) w Niemczech, w kraju związkowym Bawaria, w rejencji Górna Frankonia, w regionie Oberfranken-Ost, w powiecie Hof. Siedziba wspólnoty znajduje się w miejscowości Feilitzsch. Przewodniczącym jej jest Klaus Strobel.
Wspólnota administracyjna zrzesza cztery gminy wiejskie (Gemeinde):
- Feilitzsch, 2 847 mieszkańców, 30,21 km²
- Gattendorf, 1 094 Einwohner, 22,18 km²
- Töpen, 1 132 mieszkańców, 20,80 km²
- Trogen, 1 490 mieszkańców, 12,32 km²